# Albuna
Albuna is een geslacht van vlinders uit de familie wespvlinders (Sesiidae), onderfamilie Sesiinae.
Albuna is voor het eerst wetenschappelijk beschreven door Edwards in 1881. De typesoort is Aegeria hylotomiformis.

## Soorten
Albuna omvat de volgende soorten:
- A. africana Le Cerf, 1917
- A. bicaudata Eichlin, 1989
- A. carulifera (Hampson, 1919)
- A. dybowskyi Le Cerf, 1917
- A. fraxini (Edwards, 1881)
- A. isozona (Meyrick, 1886)
- A. polybiaformis Eichlin, 1989
- A. pyramidalis (Walker, 1856)
- A. rufibasilaris Eichlin, 1989
- A. zoniota (Turner, 1922)